# Хртич
Хртич (хорв. Hrtić) — населений пункт у Хорватії, в Сисацько-Мославинській жупанії у складі громади Двор.

## Населення
Населення за даними перепису 2011 року становило 112 осіб.
Динаміка чисельності населення поселення:

## Клімат
Середня річна температура становить 10,80 °C, середня максимальна – 25,75 °C, а середня мінімальна – -6,67 °C. Середня річна кількість опадів – 1053 мм.
| Клімат поселення                              | Клімат поселення | Клімат поселення | Клімат поселення | Клімат поселення | Клімат поселення | Клімат поселення | Клімат поселення | Клімат поселення | Клімат поселення | Клімат поселення | Клімат поселення | Клімат поселення | Клімат поселення |
| Показник                                      | Січ.             | Лют.             | Бер.             | Квіт.            | Трав.            | Черв.            | Лип.             | Серп.            | Вер.             | Жовт.            | Лист.            | Груд.            |                  |
| Середній максимум, °C                         | 7,23             | 9,43             | 13,93            | 17,95            | 22,54            | 25,75            | 25,07            | 24,37            | 20,75            | 15,58            | 10,10            | 5,74             |                  |
| Середня температура, °C                       | 0,28             | 2,48             | 7,00             | 11,01            | 15,61            | 18,81            | 20,54            | 19,84            | 16,22            | 11,06            | 5,58             | 1,22             |                  |
| Середній мінімум, °C                          | −6,67            | −4,47            | 0,04             | 4,06             | 8,65             | 11,86            | 16,02            | 15,32            | 11,72            | 6,53             | 1,06             | −3,31            |                  |
| Норма опадів, мм                              | 67               | 66               | 74               | 89               | 90               | 97               | 92               | 89               | 94               | 101              | 108              | 86               |                  |
| Середньомісячна швидкість вітру, м/с          | 1.50             | 1.67             | 2.04             | 2.00             | 1.80             | 1.65             | 1.60             | 1.50             | 1.45             | 1.50             | 1.55             | 1.60             |                  |
| Середньомісячна сонячна радіація, кДж/м²·день | 4330             | 7145             | 10907            | 15339            | 19551            | 21687            | 22913            | 20010            | 14746            | 9109             | 4838             | 3578             |                  |
| --------------------------------------------- | ---------------- | ---------------- | ---------------- | ---------------- | ---------------- | ---------------- | ---------------- | ---------------- | ---------------- | ---------------- | ---------------- | ---------------- | ---------------- |
| Джерело:                                      |                  |                  |                  |                  |                  |                  |                  |                  |                  |                  |                  |                  |                  |